# Новомиколаївка (Волгоградська область)
Новомиколаївка (рос. Новониколаевка) — село у Котовському районі Волгоградської області Російської Федерації.
Населення становить 268 осіб. Входить до складу муніципального утворення Купцовське сільське поселення.

## Історія
Село розташоване у межах українського історичного та культурного регіону Жовтий Клин.
Село засноване 1828 року.
Згідно із законом від 22 грудня 2004 року № 974-ОД органом місцевого самоврядування є Купцовське сільське поселення.

## Населення
| 1859  | 1865  | 1886  | 1890  | 1897  | 1905  | 1911  |
| ----- | ----- | ----- | ----- | ----- | ----- | ----- |
| 664   | ↗691  | ↗1052 | ↗1335 | ↗1337 | ↗1487 | ↗1738 |
| 1920  | 1922  | 1926  | 1931  | 2010  |       |       |
| ↗2054 | ↘1754 | ↗2027 | ↗2315 | ↘268  |       |       |